# 皇太子妃

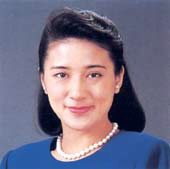
2019年（平成31年）4月30日までは、皇太子徳仁親王との成婚により入内した雅子が皇太子妃であった。同年の令和元年5月1日より、皇太子妃は空位となる。

皇太子妃（こうたいしひ、英: Crown Princess）、王太子妃（おうたいしひ、英: Crown Princess、または英: Princess of Wales）とは、皇太子（王太子）の妃の身位、またその身位にある人をいう。

## 日本の皇太子妃

### 概要
日本の皇太子妃は、東宮妃（とうぐうひ）、春宮妃（はるのみやひ）とも称される。
和語では「ひつぎのみこのみめ（日嗣の御子の御女）」という。皇太子妃は、親王妃（皇室典範第5条、第6条）にあたり、皇族（内廷皇族）とされる。敬称は「殿下」である（同法第23条第2項）。また皇統譜での表記は皇太親王妃（こうたいしんのうひ）である。
皇太子妃は夫である皇太子が皇位継承するに伴い立后し、皇后になる。
皇太子妃が成婚前より内親王又は女王であった場合は、成婚後も皇后となるまでは、親王妃であるとともに引き続き元来の身位も併存（保持）する。
- 具体例：（久邇宮）良子女王（ながこじょおう）→皇太子裕仁親王妃良子女王（こうたいしひろひとしんのうひながこじょおう）→皇后 良子（こうごう ながこ）→皇太后 良子（こうたいごう ながこ）→香淳皇后（こうじゅんこうごう）（追号）

皇太子妃は以下のいずれかを満たした場合、皇族の身分を離れ皇太子妃としての地位を失う。（同法第14条）
- 皇太子が薨去し、皇太子妃が皇族を離れることを希望した場合。
- 皇太子が薨去し、かつやむをえない特別の事情があり、皇室会議の承認を得た場合。
- 皇太子と離婚した場合。

日本国政府による正式表記（内閣告示、宮内庁告示など官報における記載）は「皇太子○○親王妃××」となる。ただし、宮内庁ホームページのように「一般国民へのわかりやすさ」を重視する場面、あるいは植樹や供花などでは「皇太子妃」が、歌会始では「東宮妃」などの表記も用いられる。

### 現在の日本の皇太子妃
平成時代（1993年〈平成5年〉6月9日〜2019年〈平成31年〉4月30日）は皇太子徳仁親王の妃・雅子が皇太子妃であったが、同年（令和元年）5月1日に皇太子徳仁親王が皇位を継承したことによる雅子の立后と、現行の皇室典範の下では初めて皇太子が空位になったことに伴い、皇太子妃も空位となった。
一方で、皇嗣となった秋篠宮文仁親王の妃・紀子が皇嗣妃となった。

## 日本以外
日本以外の国における王太子（皇太子）の妃については、王太子妃（皇太子妃）の称号が用いられる場合がある。中国では皇太子妃と名乗っていて、正確な情報が残る中で最初の皇太子妃は薄皇后、最後の皇太子妃は愛新覚羅胤礽の妻である瓜爾佳氏（後に廃位）とされる。
一方、朝鮮では皇太子の称号が使えず、国王の継承者は「王世子」と呼ばれていた。それに伴い、王世子の配偶者は「王世子嬪」の称号が用いられていた。

### 文献資料
- 新村出編『広辞苑 第六版』（岩波書店、2011年）ISBN 400080121X
- 松村明編『大辞林 第三版』（三省堂、2006年）ISBN 4385139059